# Avtandil Khurtsidze
Avtandil Khurtsidze (georgisch ავთანდილ ხურციძე; * 2. Mai 1979 in Kutaissi, Georgische Sowjetrepublik, UdSSR) ist ein georgischer Boxer im Mittelgewicht. Er wurde am Anfang seiner Karriere von Alexander Likhter und danach von Andriy Sinepupov trainiert. Aktuell trainiert ihn Andre Rozier, der unter anderem auch Daniel Jacobs trainiert.

## Karriere

### Als Amateur
Khurtsidze absolvierte nur 10 Kämpfe bei den Amateuren.

### Als Profi
Bei den Profis gewann er seinen Debütkampf, der auf 4 Runden angesetzt war, gegen seinen Landsmann George Kanchaveli im Oktober 2002 durch technischen K. o. in der 3. Runde.
Im darauffolgenden Jahr bestritt er keinen Kampf.
Im Jahre 2004 boxte er insgesamt 6 Mal; musste dabei jedoch 2 Unentschieden hinnehmen, die anderen 4 Kämpfe gewann er.
Am 22. April des Jahres 2017 trat Khurtsidze gegen den bis dahin ungeschlagenen Briten Tommy Langford um die Interimsweltmeisterschaft des Verbandes WBO an und siegte durch T.K.o. in Runde 5.